# Nanette Barragán

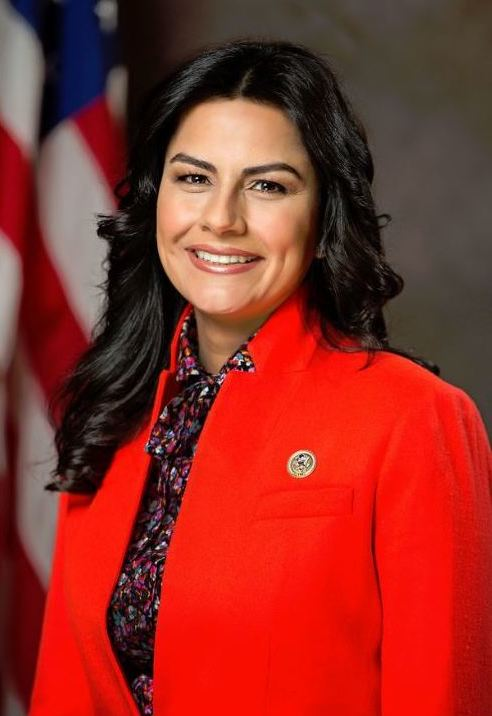
Nanette Barragán, 2017

Nanette Diaz Barragán (* 15. September 1976 in Harbor City, Los Angeles, Kalifornien) ist eine US-amerikanische Politikerin. Seit dem 3. Januar 2017 vertritt sie den Bundesstaat Kalifornien im US-Repräsentantenhaus.

## Werdegang
Nanette Barragán studierte an der University of California in Los Angeles politische Wissenschaften. Nach einem anschließenden Jurastudium an der University of Southern California und ihrer 2005 erfolgten Zulassung als Rechtsanwältin begann sie in diesem Beruf zu arbeiten. Während ihrer Studienzeit war sie auch im Vorstand der Gillian S. Fuller Foundation, einer Stiftung, die sich unter anderem mit den Themen Bildung, Umwelt und Jugendprogrammen befasst.
Politisch schloss sie sich der Demokratischen Partei an. Während der Präsidentschaft von Bill Clinton war sie bei der Behörde für Öffentliche Beziehungen (Office of Public Liaison) angestellt. Dort war sie in der Abteilung tätig, die die Verbindung zwischen dem Präsidenten und afroamerikanischen Organisationen koordinierte. 1999 arbeitete sie für einige Zeit für die NAACP. Im Jahr 2012 unterbrach sie ihre Tätigkeit als Rechtsanwältin, um in Florida den Wahlkampf zur Wiederwahl von Präsident Barack Obama zu unterstützen. Zwischen 2013 und 2015 saß sie als erste Frau lateinamerikanischer Herkunft im Stadtrat von Hermosa Beach im Los Angeles County.
Bei den Kongresswahlen des Jahres 2016 wurde Barragán im 44. Wahlbezirk von Kalifornien gegen ihren Parteikollegen Isadore Hall mit 52,2 % in das US-Repräsentantenhaus in Washington, D.C. gewählt, wo sie am 3. Januar 2017 die Nachfolge von Janice Hahn antrat, die 2016 nicht mehr kandidiert hatte. Sie wurde damit die erste Latina, die den 44. Kongress Wahlbezirk in Washington, D.C. vertrat. Nach den jeweiligen offenen Vorwahlen setzte sie sich 2018 gegen die Demokratin Aja Brown mit 68,3 % und 2020 gegen die Demokratin Analilia Joya mit 67,8 % durch. 2022 trat nach der Vorwahl der Republikaner Paul Irving Jones gegen Barragán an und unterlag mit 72,2 % zu 27,8 %. Sie setzte sich in der folgenden Kongresswahl 2024 in der Hauptwahl mit 71,4 % gegen den Republikaner Roger Groh durch.